# 本堂親久
本堂 親久（ほんどう ちかひさ）は、江戸時代後期の旗本・大名、明治時代の華族。常陸志筑藩主。男爵。

## 生涯
文政12年（1829年）12月18日、旗本交代寄合・本堂親道の子として生まれる。嘉永5年（1852年）、父の隠居により家督を相続する。慶応4年（1868年）の戊辰戦争では、新政府の東征従軍の功によって賞典金2000両を賜る。
慶応4年（1868年）7月14日、所領替えによって1万110石に加増され、大名に列して立藩した。明治2年（1869年）、版籍奉還により志筑藩知事（家禄195石）に就任する。明治4年（1871年）、廃藩置県によって志筑県知事に就任する。11月、免官。この間、旧藩士を樺太開拓事業に当たらせている。明治17年（1884年）、男爵に叙せられた。
明治28年（1895年）3月5日に死去した。享年67。

## 家族
父母
- 本堂親道（父）
- 秀子 ー 松平頼説の娘（母）

妻
- 伊東雅子 ー 伊東祐相の娘

子女
- 本堂釟子 ー 有馬氏弘正室後に門川祐教室
- 本堂錦丸（長男）
- 本堂錫子 ー 工藤精一室後に萩原陽室
- 本堂増子 ー 吉田珊の養女
- 本堂鍈子 ー 近藤長四郎室
- 本堂親雄（次男）
- 本堂東男
- 本堂龍雄[1]